# Norra Unnaryds kyrka
Norra Unnaryds kyrka är en kyrkobyggnad som sedan 2006 tillhör Norra Mo församling (tidigare Norra Unnaryds församling) i Skara stift. Den ligger i Norra Unnaryd i Jönköpings kommun.

## Historia
Den äldre kyrkan i Norra Unnaryd nämns första gången 1346 i samband med en biskopsvisitation. Den föregående kyrkan var en medeltida träkyrka med sakristia, från vilken två portar och en altartavla är bevarade i klockstapel respektive nuvarande kyrka. Den äldre kyrkan nedtogs 1714.

## Kyrkobyggnad
År 1714 invigdes en nybyggd timmerkyrka. År 1722 målades kyrkan invändigt med citat och bilder ur evangelierna. Rester av denna dekor finns bevarad under nuvarande väggbeklädnad. År 1795 utfördes en stor renovering av kyrkan, koret gjordes större och blev tresidigt avslutat och kyrkan fick välvt innertak. Den vita träpanelen tillkom i slutet av 1800-talet. Sin särprägel får kyrkan av de branta spåntäckta takfallen.
Sven Nilsson Morin ommålade och prydde kyrkan 1798. Större målningsarbeten har senare utförts både 1896 och 1928. Interiören har förändrats flera gånger. Väggar och tak kläddes 1889 med pärlspont, som 1928 kläddes med plywood. Den senaste renoveringen företogs åren 1963-1964 av arkitekt Lars Stalin, Jönköping, då dagens mörka och förtätade kyrkorum tillkom. Kyrkan fick då bland annat nytt innertak och nya bänkar. Koret höjdes och den gamla sakristian fick ge plats för en ny. Den nya inredningen är mörkt brunbetsad och bänkdörrarna har naivistiska målningar utförda av arkitekten.

## Klockstapel
Klockstapel fanns redan 1691 men träffades av åskslag 1731. Ny stapel uppfördes 1733. Storklockan är av okänt datum, men omgöts år 1854 av C A Norling i Jönköping. År 1844 omgöts den mindre klockan av M A Rönnblom i Jönköping. 

## Inventarier
- Altartavla från 1664 har som motiv Kristus i Getsemane och är nu placerad på norra långväggen. Den nuvarande altartavlan från 1896 år målad av Ludvig Frid med motivet Kristi förklaring.
- Tavlorna med Jesus och apostlarna som sitter på altarrunden och läktarbröstningen är utförda på 1720-talet.
- Predikstolen med skulpterade apostlabilder är gjord år 1737 av bildhuggaren Niklas Kihlman.
- Dopfunten från 1964 är tillverkad av keramik.

### Orgel
År 1966 ersattes den gamla orgeln på läktaren i väster, byggd 1900 av Johannes Magnusson, med en ny tillverkad 1966 av Nordfors & Co. Den är mekanisk och har tretton stämmor fördelade på två manualer och pedal.

## Bilder

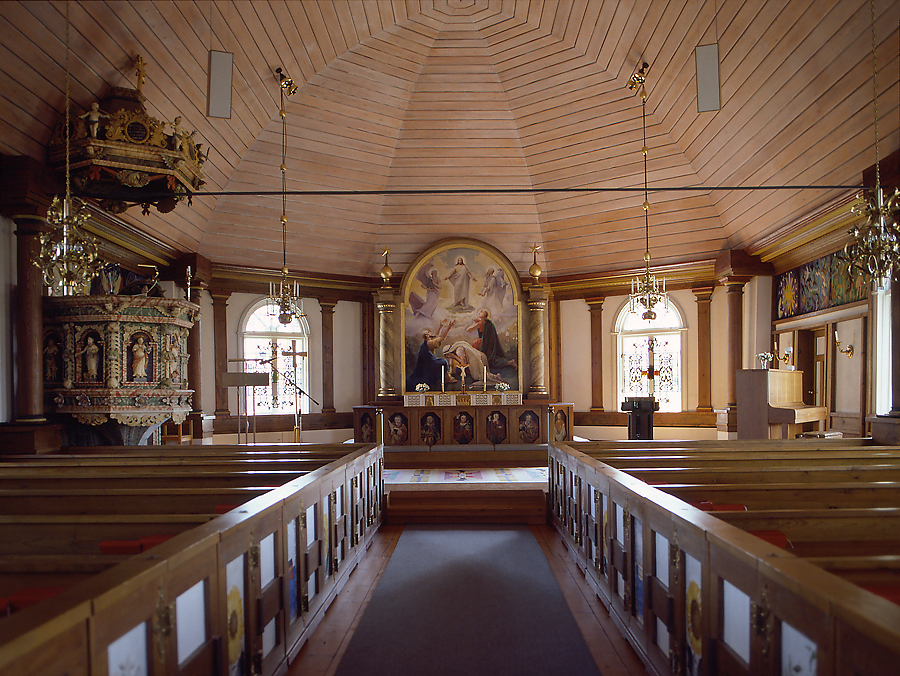
Interiör mot koret
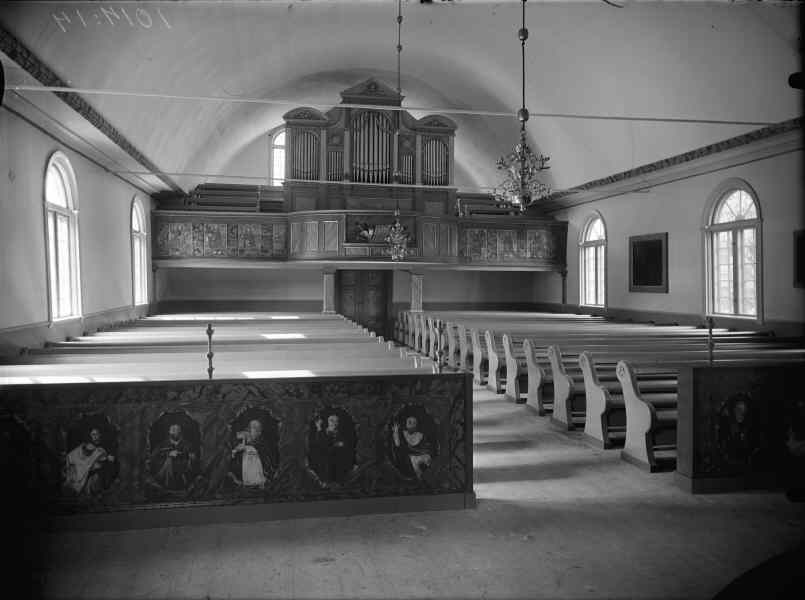
Interiör mot orgelläktaren
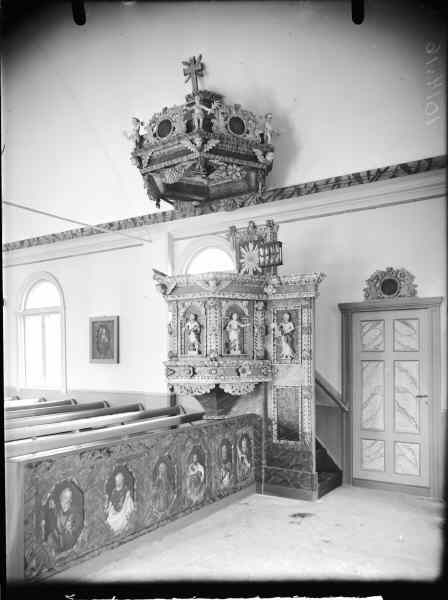
Predikstolen efter restaurering